# Mantis insignis
Mantis insignis är en bönsyrseart som beskrevs av Max Beier 1954. Mantis insignis ingår i släktet Mantis och familjen Mantidae. Inga underarter finns listade i Catalogue of Life.